# Biserica de lemn din Viișoara

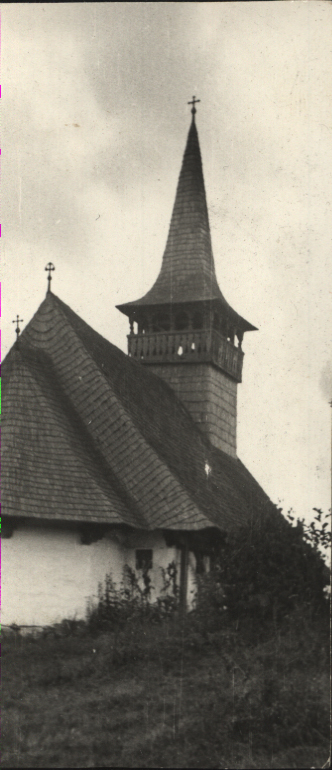
Biserica de lemn din Viişoara, județul Cluj

Portalul bisericii

Biserica de lemn din Viișoara, din comuna cu același nume, aflată în cimitirul satului, a fost sființită în 1722 de către preotul Crăciun Iov. A fost folosită până în anul 1936, când a fost edificată noua biserica de zid. Biserica de lemn a fost donată satului Boian, ulterior demolată în anul 1962.

## Trăsături
Fotografia bisericii, păstrată într-o colecție de familie, relevă un edificiu cu caracteristici obișnuite. Butea bisericii, de formă dreptunghiulară, cuprindea cele două încăperi: pronaosul și naosul. Absida altarului era decroșată, cu patru laturi, unghiul central făcut de pereții absidei fiind pe direcția axului bisericii. Exteriorul era tencuit și zugrăvit. Acoperișul, din șindrilă era format din două părți distincte, prima parte acoperind naosul și pronaosul iar cea de-a doua parte, mai scundă, ce acoperea absida altarului. Câte o cruce se afla în extremitatea estică a coamei acoperișului, atât la acoperișul naosului și pronaosului cât și la cel al absidei altarului. În partea de vest a bisericii, amplasat deasupra pronaosului se afla turnul clopotniță. Acesta, îmbrăcat în șindrilă avea o galerie largă și un coif țuguiat, cu baza pătrată. Coiful turnului se termina cu o cruce.
O mică fereastră, probabil pentru a lumina strana, se afla amplasată în peretele rezultat de retragerea absidei altarului. Pe latura de nord a bisericii se poate observa o succesiune de trei stâlpi care făceau parte dintr-o prispă a bisericii.
Accesul în biserică se făcea prin latura de sud. Întrarea era frumos decorată cu motive vegetale și rozete. Partea superioară a intrării era de formă semicirculară.
În muzeul din Turda se află trei icoane provenite din biserica de lemn din Viișoara. Realizate de Teodor Zugravu din anul 1791, aceste icoane reprezintă Maica Domnului cu Pruncul pe tron, Isus pe tron și Sfântul Nicolae. Influențele baroce se regăsesc în opera lui Teodor Zugravu, atât prin utilizarea în același timp a unor tehnici combinate (tempera și ulei) cât și prin piesele reprezentate în icoane.
„Personajele sale sunt așezate pe tronuri în stil baroc, având o puternică individualizare, realizată prin folosirea umbrelor și a luminilor în redarea fizionomiei”.
Pe icoana reprezentând Maica Domnului cu Pruncul pe tron se află următoarea inscripție:„Această sfântă icoană o plătit Ogreanu Gheorghe cu Porcim Dumitru. Miluiți să fie 1791. Teodor Zugravu” - inscripție ce specifică atât pictorul cât și donatorii icoanei.